# Storia della Sierra Leone

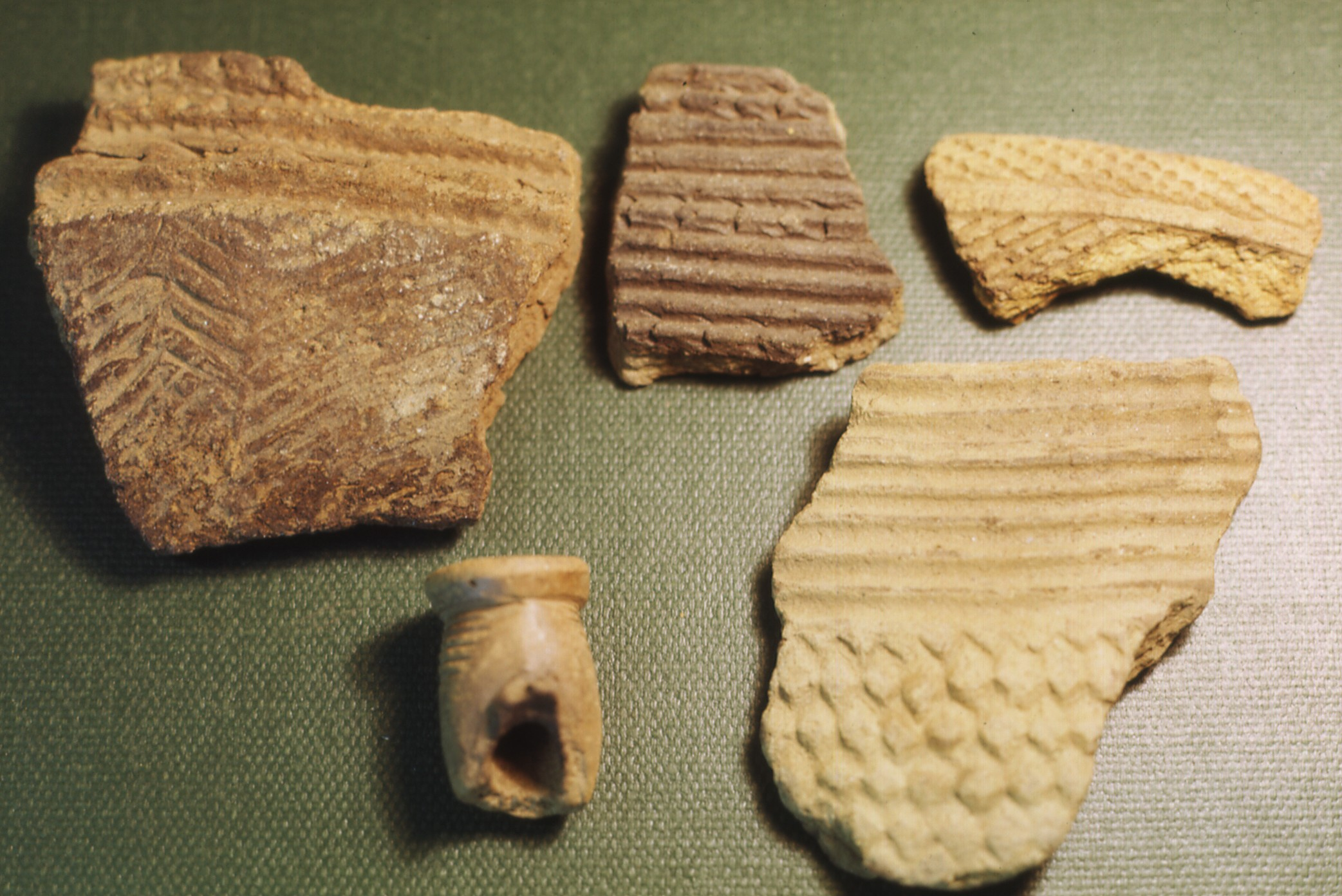
Frammenti di ceramiche preistoriche scoperti nel sito di Kamabai, nel nord del paese.

La regione attualmente nota come Sierra Leone occupava l'estremità meridionale del grande impero del Mali, che fiorì tra il XIII e il XV secolo. Tra i primi abitanti dell'area ci furono i temne, gli sherbro e i limba, che erano organizzati in nuclei tribali indipendenti governati da un capo. I mercanti mandingo/malinké, insediatisi anch'essi nella regione, si integrarono facilmente con la popolazione indigena.

## Il contatto con gli europei
I primi contatti con gli europei si ebbero nel 1462 con l'arrivo dei navigatori portoghesi che denominarono questa zona Serra Leoa (Monti Leonessa), tradotto al maschile in italiano in Sierra Leone. Circa 120 anni dopo, Sir Francis Drake vi fece tappa nel corso del suo viaggio intorno al mondo. Gli inglesi non avrebbero, tuttavia, assunto il controllo della regione fino al XVIII secolo, quando cominciarono a monopolizzare la tratta degli schiavi lungo le coste dell'Africa occidentale.
Durante il decennio 1760-70, la guerra d'indipendenza americana offrì a migliaia di schiavi l'occasione di guadagnarsi la libertà combattendo per la causa inglese. Quando la guerra finì, oltre 15.000 ex schiavi emigrarono a Londra, dove patirono disoccupazione e povertà. Nel 1787 un gruppo di filantropi inglesi acquistò da un capo indigeno 52 km² di terra nei pressi di Bunce Island, nell'attuale Sierra Leone, con il proposito di fondarvi una «Province of Freedom» («Provincia di Libertà») per gli ex schiavi. In quella che fu per l'appunto chiamata Freetown ("città libera") approdò nel corso dello stesso anno il primo gruppo di coloni: circa 400 tra uomini e donne (300 ex schiavi e 100 donne europee, in gran parte prostitute).
Nei tre anni successivi, tuttavia, sopravvissero soltanto 48 coloni: gli altri abbandonarono il luogo o morirono di stenti oppure combattendo contro gli indigeni. Ma gli ostinati filantropi inglesi non rinunciarono al loro proposito e nel 1792 inviarono in Africa un secondo gruppo di coloni: questa volta si trattava di 1.200 ex schiavi fuggiti dagli Stati Uniti per rifugiarsi nella Nova Scotia, cui ne seguirono poco dopo altri 550 provenienti dalla Giamaica. Ma, con gran dispiacere dei loro benefattori, alcuni coloni, sia bianchi sia neri, furono coinvolti nella tratta degli schiavi. Nel 1808 il governo britannico assunse il controllo di Freetown, che fu ufficialmente dichiarata colonia inglese.

## Il periodo coloniale

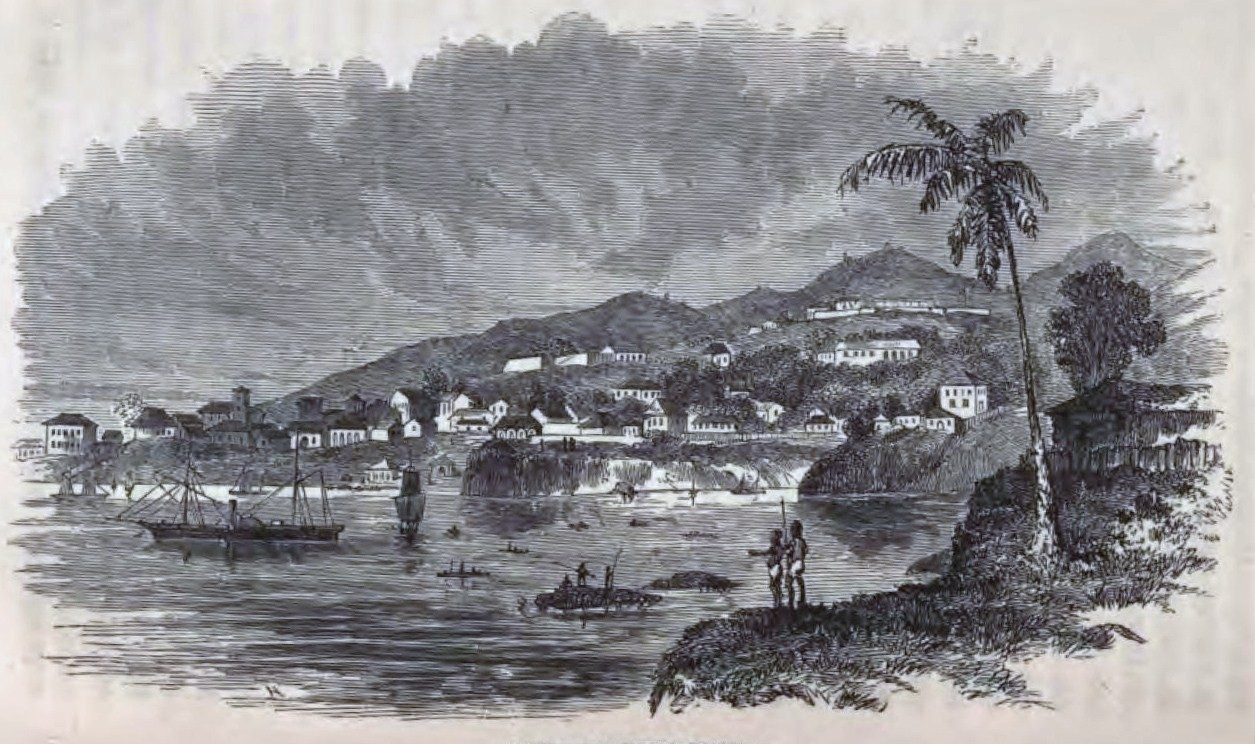
La colonia di Freetown nel 1856

Nei primi anni del XIX secolo, in Gran Bretagna era stata abolita la schiavitù. Nei sessant'anni successivi, navi da guerra britanniche setacciarono incessantemente le coste occidentali del continente africano al fine di intercettare le navi negriere dirette in America. Freetown divenne un rifugio per migliaia di «schiavi liberati» provenienti da ogni parte dell'Africa occidentale e per molti indigeni emigrati dall'entroterra. Verso il 1850 la colonia ospitava oltre un centinaio di gruppi etnici che vivevano in relativa armonia, abitando ciascuno in un diverso quartiere della città.
Come i precedenti coloni, gli schiavi liberati si dedicarono con successo al commercio e strinsero unioni matrimoniali con membri di altre tribù. Tutti i neri non indigeni furono chiamati krio e ottennero il favore degli amministratori britannici, i quali affidarono loro molte cariche importanti nella pubblica amministrazione.
Verso la fine del XIX secolo, però, la situazione di privilegio di cui i krio (numericamente soverchiati dagli indigeni con un rapporto di 50 a uno) avevano goduto fino a quel momento cominciò a vacillare, subendo un totale ribaltamento nel 1924, quando gli amministratori britannici istituirono un consiglio legislativo a rappresentanza elettiva, avvantaggiando gli indigeni che erano molto più numerosi. I krio, che continuavano a detenere cariche importanti nella pubblica amministrazione, reagirono, dal canto loro, stringendo un'alleanza ancora più stretta con gli inglesi. Tale sodalizio si rivelò così forte che, mentre altre colonie rivendicavano l'indipendenza, essi proclamarono la fedeltà alla Corona. Alcuni presentarono persino una petizione contro la concessione dell'indipendenza.

## L'indipendenza

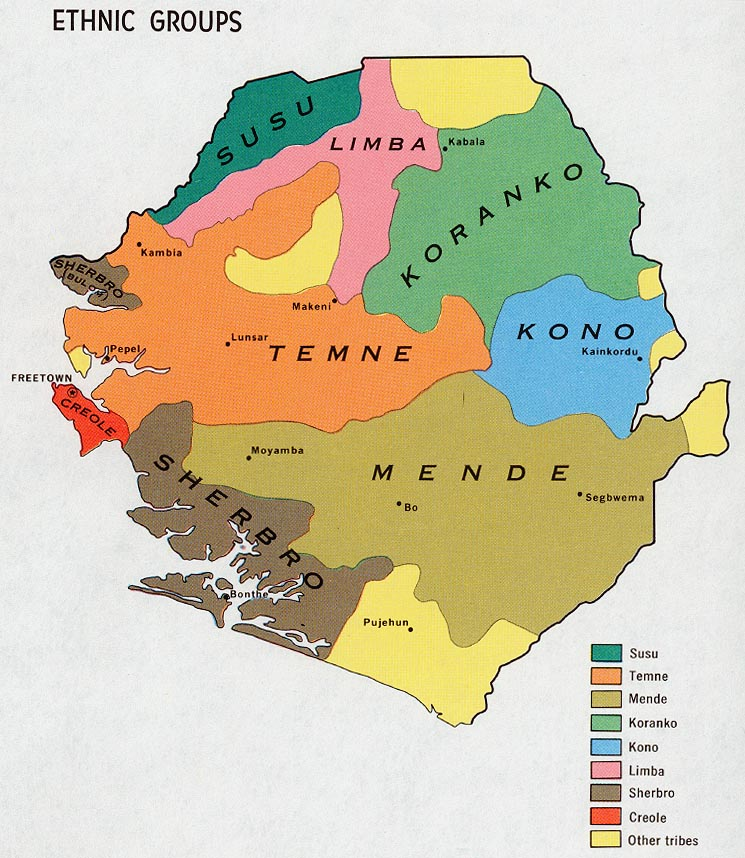
Ripartizione dei gruppi etnici nel 1969.

Quando nel 1961 fu finalmente dichiarata l'indipendenza della Sierra Leone, si credette che in questo paese, nel quale esistevano due partiti che avevano quasi il medesimo peso politico, si sarebbe potuta realizzare una democrazia di tipo occidentale. I due partiti, però, si divisero, schierandosi su fronti opposti per sostenere le ragioni delle diverse etnie. Il Sierra Leone People's Party (SLPP) era il partito dei mende (il gruppo etnico dominante nella Sierra Leone meridionale) e rappresentava la struttura tribale della vecchia colonia. L'All People's Congress (APC), fondato dal sindacalista Siaka Stevens, venne a identificarsi invece con i temne del nord, dando voce al malcontento dell'élite minoritaria sostenitrice della modernizzazione del paese. La comunità dei krio appoggiò il SLPP, il cui leader, Milton Margai, fu nominato primo ministro.
Alla morte di Margai, avvenuta nel 1964, subentrò alla guida del partito suo fratello Albert, il quale iniziò a sostituire i krio con i mende negli incarichi burocratici. Nelle elezioni del 1967 i krio si vendicarono votando per l'APC, che vinse per un seggio in più. Poche ore dopo l'annuncio dei risultati elettorali, un ufficiale dell'esercito appartenente ai mende guidò un colpo di stato e mise Siaka Stevens agli arresti domiciliari. Due giorni dopo, però, alcuni ufficiali organizzarono un secondo golpe, dichiarando di voler porre fine alla corruzione che dilagava sotto il governo dei fratelli Margai.
Stevens andò in esilio in Guinea e, insieme ad altri suoi connazionali, cominciò un addestramento alle strategie della guerriglia in previsione di una futura invasione del paese. Ma non fu necessario arrivare a tanto, perché, appena tredici mesi dopo, un gruppo di mercenari ribelli tentò un terzo golpe: un tal numero di colpi di stato, in un così breve periodo, fu un vero e proprio record per l'Africa.

## Una spirale discendente
Stevens tornò in patria e formò un nuovo governo, ma il suo primo decennio fu assai turbolento: dichiarò lo stato di emergenza, mise al bando i partiti che si erano scissi dall'APC e processò per alto tradimento diversi membri del SLPP. Nel frattempo, l'economia del paese andava peggiorando: le miniere di ferro furono chiuse, gli introiti derivanti dalla vendita dei diamanti precipitarono, mentre il costo della vita aumentava e gli studenti inscenavano manifestazioni di protesta. In questa situazione, Stevens si vide costretto a dichiarare nuovamente lo stato di emergenza. La campagna elettorale del 1978 fu poco meno di una guerra civile tra i principali gruppi etnici e provocò un centinaio di morti. Stevens vinse le elezioni e la Sierra Leone divenne uno stato monopartitico.
Nonostante il sistema monopartitico, le elezioni del 1982 si svolsero nuovamente in un clima di estrema violenza. Stevens fu costretto ad accordare ai mende e ai temne uguale rappresentanza nel consiglio di gabinetto, ma questo non fu sufficiente per porre freno alla crisi economica e sociale. Privo ormai di consensi, nel 1985 Stevens, all'età di ottant'anni, diede le dimissioni e nominò suo successore il generale maggiore Joseph Momoh, capo dell'esercito fin dal 1970.
Con il governo di Momoh, l'economia continuò a precipitare. Nel 1987 il tasso di inflazione era tra i più alti dell'intero continente africano, il deficit di bilancio raggiungeva cifre astronomiche e i contrabbandieri continuavano a sottrarre al paese quasi il 90% del reddito proveniente dai diamanti.
La situazione degenerò al termine del 1989, quando scoppiò la guerra civile nella vicina Liberia. Nei primi mesi del 1990 migliaia di profughi liberiani erano fuggiti in Sierra Leone. L'anno seguente gli scontri si estesero oltre il confine e il Revolutionary United Front (RUF), formato dai ribelli della Sierra Leone che si opponevano a Momoh, si impadronì di quasi tutta la parte orientale del paese.

## Il decennio difficile
Il governo di Momoh si servì della guerra in corso nella zona orientale come pretesto per rimandare le elezioni, ma nel settembre 1991 fu promulgata una nuova costituzione che prevedeva un sistema multipartitico. Nell'aprile 1992, tuttavia, prima ancora che venisse fissata la data delle elezioni, un gruppo di giovani ufficiali dell'esercito destituì Momoh. Fu costituito un governo provvisorio, il National Provisional Ruling Council (NPRC), e fu proclamato capo dello stato il capitano Valentine Strasser, appena ventisettenne, il quale promise che nel 1995 si sarebbero svolte le elezioni e si sarebbe ritornati a un governo formato da civili.
Ben presto, però, l'ottimismo cominciò a spegnersi. Le casse dello stato erano quasi prosciugate dal continuo drenaggio di fondi per finanziare il conflitto contro i ribelli del RUF, nelle regioni orientali del paese. Il RUF, dal canto suo, aveva nel frattempo esteso il proprio controllo alle miniere di diamanti, privando il governo di una risorsa sostanziale e, dopo l'ultimo colpo di stato, si era guadagnato l'appoggio dei sostenitori del regime di Momoh e quello dei ribelli fuggiti dalla Liberia. Apparve subito evidente che nessuno di questi gruppi combatteva in realtà per fini politici, quanto piuttosto per assicurarsi il controllo dei giacimenti di diamanti e oro. Verso la fine del 1994 la regione settentrionale e quella orientale del paese erano preda di una quasi totale anarchia: mercenari guidati da capi locali, soldati del governo, ribelli e disertori degli eserciti della Sierra Leone e della Liberia, vagavano disordinatamente per la zona, terrorizzando le comunità locali.
Nel gennaio 1996 il generale di brigata Julius Maada Bio rovesciò la presidenza di Strasser con un nuovo colpo di stato. Le elezioni previste, malgrado gli sforzi del NPRC per rinviarle, si svolsero regolarmente e in marzo fu eletto presidente Ahmed Tejan Kabbah, leader del SLPP. Il governo di Kabbah proseguì le trattative di pace con il RUF che erano state avviate dal precedente governo militare, ma i suoi sforzi fruttarono assai poco.

## L'ascesa del RUF
Il 25 marzo 1997 un gruppo di giovani ufficiali dell'esercito, sostenitori del RUF, organizzò un ennesimo golpe a Freetown. Il presidente Kabbah fuggì nella vicina Guinea e la capitale fu travolta da un'ondata di saccheggi, terrore e violenze di ogni genere. La guerriglia, capeggiata dal RUF e dalla giunta militare di opposizione, si estese in quasi tutto il paese. Nei primi mesi del 1998 erano ormai poche le regioni della Sierra Leone a non essere state coinvolte. Quasi ovunque scarseggiavano cibo e combustibile, e migliaia di persone erano fuggite dal paese.
Nel febbraio 1998 una forza di pace dell'Africa occidentale (ECOWAS Monitoring Group, Ecomog), guidata dalla Nigeria, riuscì a scacciare i capi della giunta militare e a riprendere il controllo di Freetown e di molte aree dell'entroterra, senza tuttavia riuscire a impedire che i ribelli in fuga saccheggiassero e distruggessero tutto ciò che incontravano lungo il cammino. Nel mese di marzo fu reinsediato il presidente Kabbah, ma la situazione era ancora lontana dallo stabilizzarsi. Il 6 gennaio 1999, mentre quasi un quarto dell'esercito nigeriano era mobilitato in Sierra Leone, il RUF lanciò il suo attacco più audace su Freetown, con il nome in codice di Operation No Living Thing. Nelle settimane che seguirono, la città fu di fatto distrutta e più di 6000 persone rimasero uccise, prima che l'Ecomog riuscisse a scacciare nuovamente i ribelli dalla capitale.
L'elevato spargimento di sangue spinse il governo a stipulare con il RUF un controverso accordo di pace, il Lomé Peace Agreement, il 7 luglio 1999. Secondo l'accordo, il leader del RUF, Foday Sankoh, sarebbe diventato vicepresidente della Sierra Leone e ministro responsabile della produzione di diamanti del paese, ma nei 12 mesi seguenti il RUF violò ripetutamente l'accordo. A maggio, poco tempo dopo l'assassinio di 19 dimostranti che protestavano contro il RUF da parte dei suoi soldati, Sankoh fu arrestato con l'accusa di aver organizzato un golpe.

## La Sierra Leone oggi
Come stabilito dal Lomé Peace Agreement, l'ONU inviò in Sierra Leone una missione di pace, l'Unamsil: la più grande e la più costosa missione di pace mai impiegata. Gli sforzi dell'Unamsil di disarmare il RUF si conclusero nel febbraio 2002 (furono distrutte oltre 40.000 armi da fuoco), sancendo ufficialmente la fine del conflitto. Le elezioni tenutesi nel maggio dello stesso anno, oltre ad aver fatto rilevare un'affluenza alle urne dell'80%, furono ritenute le più libere e pacifiche degli ultimi decenni. Kabbah fu rieletto presidente con un mandato di cinque anni, mentre il partito del RUF non ottenne nemmeno un seggio in Parlamento. Quell'estate furono insediati un tribunale indipendente per i crimini di guerra e la Truth and Reconciliation Commission, e in autunno l'Unamsil cominciò a ridurre il suo personale che in quel momento contava 17.500 uomini.
L'unico intoppo nella nuova stabilità del paese si verificò il 13 gennaio 2003, quando Johnny Paul Koroma, membro del Parlamento nonché uno dei leader del colpo di stato del 1997, organizzò un'irruzione, miseramente fallita, in un arsenale di Freetown e fuggì poi in Liberia, dove, secondo notizie non confermate, sarebbe morto. Poco tempo dopo anche Sankoh morì per cause naturali. Le prime elezioni locali in oltre trent'anni si tennero nel 2004 e la Corte Speciale per la Sierra Leone emise i primi verdetti di colpevolezza. Le 11 persone finora incriminate comprendono leader di tutte le fazioni che presero parte al conflitto, oltre all'ex presidente liberiano Charles Taylor. Gli ultimi soldati dell'Unamsil lasciarono la Sierra Leone al termine del 2005 e furono sostituiti dall'Uniosl, lo United Nations Integrated Office for Sierra Leone, che aveva l'incarico di verificare l'operato del governo, diffondere il rispetto dei diritti umani, sovrintendere allo sviluppo del paese e preparare la nazione per le elezioni del 2007. Nel frattempo le condizioni di vita della popolazione registrarono un certo miglioramento, legato però soprattutto al flusso di aiuti umanitari più che a una reale crescita economica; alla fine del 2006 il governo ottenne una consistente riduzione del proprio debito internazionale. Nell'estate 2007 si votò per il rinnovo del Parlamento e l'elezione del presidente: a vincere fu l'APC, il cui leader Ernest Bai Koroma divenne presidente con un programma di lotta rigorosa alla corruzione. Il risultato fu riconfermato alle consultazioni presidenziali, legislative e amministrative tenutesi nel novembre del 2012 con un'altissima affluenza alle urne (87,3%), alle quali Koroma fu rieletto per un secondo mandato (58,7%), mentre l'APC ottenne la maggioranza assoluta conquistando 67 seggi su 112 contro i 42 seggi andati allo schieramento avversario del SLPP, il quale denunciò brogli nel processo elettorale e contestò i risultati del voto.